# Джеймс, Кевин (иллюзионист)
Ке́вин Дже́ймс (англ. Kevin James) (28 апреля 1962 года, Франция) — американский иллюзионист родившийся во Франции, лауреат Премии Мерлин (2005).

## Биография
Кевин родился 28 апреля 1962 года в семье Даррелл и Мэри Лу Лоури (англ. Darrell and Mary Lou Lowery), которые жили во Франции, так как отец, Даррелл Лоури, являясь пилотом вертолёта ВВС США, проходил там службу. Вскоре они вернулись в Соединённые Штаты, поселившись в небольшом городке Джонсвилл (Мичиган), где Кевин и вырос.
По окончании школы Кевин поступил в Университет Западного Мичигана (англ. Western Michigan University), который бросил на третьем году, уехав в Лос-Анджелес. Там он, практически за еду, начал эпизодически выступать с фокусами в ресторанах.
Довольно быстро Кевин Джеймс вошёл в круг калифорнийских иллюзионистов, став, например, завсегдатаем их ночного клуба «Волшебный замок» (англ. The Magic Castle), где знакомясь с выступлениями профессионалов, существенно поднял свой собственный уровень. Результатом стал Гран-при престижного профессионального конкурса «Ассоциации магов тихоокеанского побережья» (англ. Pacific Coast Association of Magicians), полученный в середине 1980-х годов и различные премии «Академии магических искусств» (англ. Academy of Magical Arts) за 1988, 2003, 2004 и 2008 годы.

## Профессиональная деятельность
Кевин активно и успешно концертирует. Так, например, не один год выступал на сцене парижского кабаре «Crazy Horse», его афиши постоянно присутствуют в заведениях Лас-Вегаса, в частности, «Сизарс-пэласа», различные шоу демонстрируются по телевидению многих стран. В 2009 году по приглашению семьи Барака Обамы Кевин Джеймс выступал в ночь Хэллоуина в Восточном зале Белого дома.
По утверждению самого Кевина Джеймса, своеобразным профессиональным ориентиром для него является Финеас Барнум — антрепренёр, снискавший широкую известность своими мистификациями, и, вообще, крупнейшая фигура американского шоу-бизнеса XIX века. И действительно, наряду с выступлениями, Кевин осуществляет консультации и создаёт различные трюки для других иллюзионистов. В их число входят Пенн и Теллер, Дуг Хеннинг (англ. Doug Henning), Лэнс Бартон, Марк Уилсон (англ. Mark Wilson), Крисс Энджел, Дэвид Копперфильд. Некоторые из его разработок защищены авторскими правами, например, патент США имеется на применявшуюся им механическую ампутированную руку, позже выпущенную на рынок в качестве игрушки.

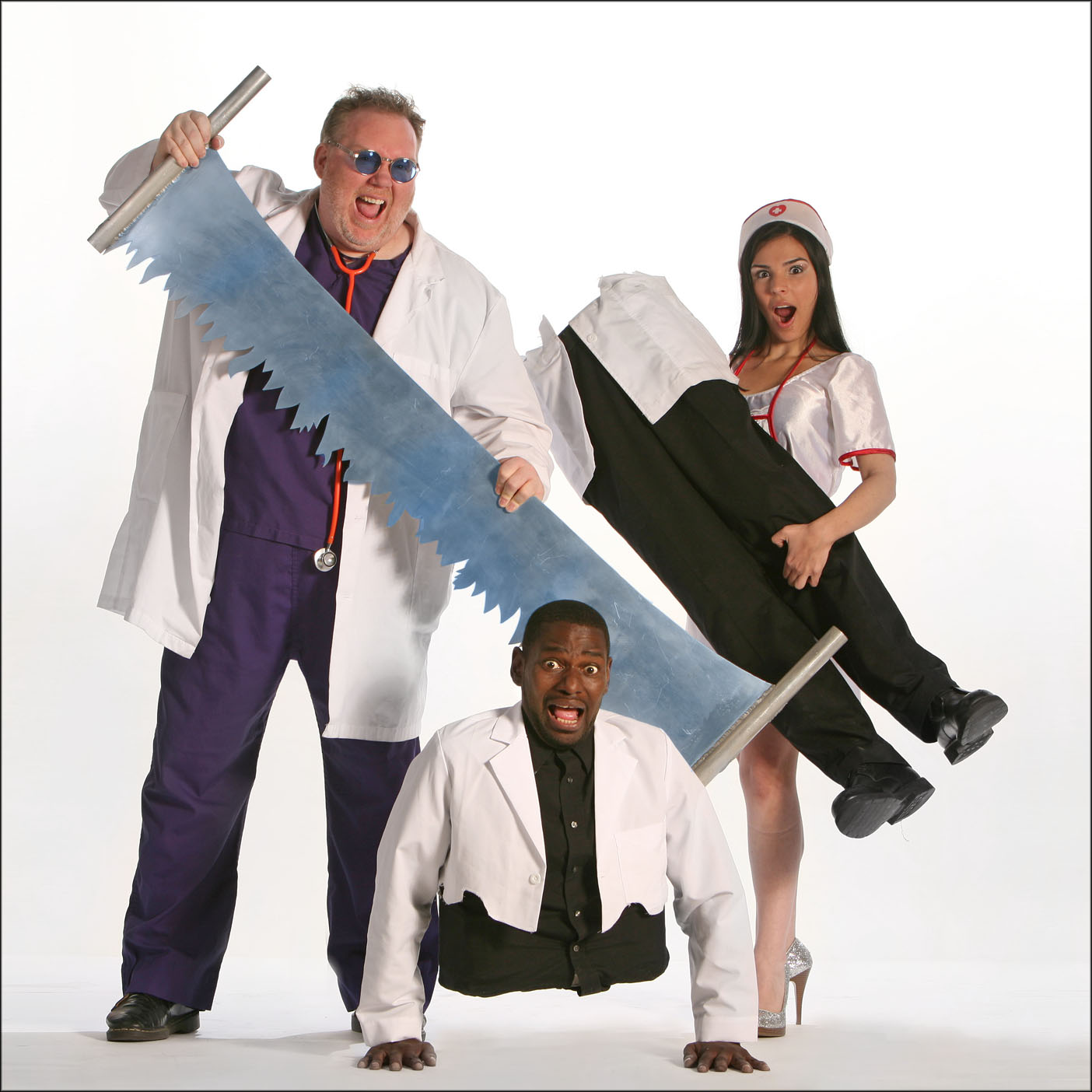
Иллюзия «Операция» Кевина Джеймса. Ассистирует Эдвард Хавкинс (верхняя часть) и Андреина Солер (медсестра), 2007 г.

### Иллюзия «Операция»
Одним из популярных номеров Кевина, стала иллюзия с названием «Операция». Её суть, опуская детали, заключается в якобы распиливании бензопилой ассистента по ошибке. Секрет трюка в привлечении двух помощников. Один из них исполняет нижнюю часть распиливаемого тела. Им может стать буквально любой ассистент, так как его верхняя, не востребованная половина, всё равно скрыта в толще бутафорского передвижного столика, служащего ещё и опорой. А вот исполнителем верхней части распиливаемого, может быть либо постоянный ассистент этого трюка Эдвард Хавкинс (англ. Edward Hawkins), либо подобный ему инвалид имеющий редкое заболевание — сакральная агенезия, при котором нижняя часть тела не развивается, то есть, попросту практически отсутствует.

## Награды
- Премия Мерлин (2005) за выдающуюся оригинальность[1].